# Minna Meriluoto
Minna Johanna Meriluoto, född 4 oktober 1985 i Åbo, är en finländsk fotbollsspelare och målvakt som spelar i Damallsvenskan och Jitex BK sedan oktober 2011.
Meriluoto deltog i UEFA Women's Cup 2005/2006 med FC United Jakobstad. I november 2007 flyttade hon till Sverige och Umeå Södra FF. Inför säsongen 2008 skrev hon på för Hammarby IF DFF.
Meriluoto debuterade i Finlands damlandslag i fotboll den 5 februari 2006 mot Nederländerna i Spanien. Meriluoto har också spelat i en av Finlands matcher i Europamästerskapet i fotboll för damer 2009, mot Ukraina.
Meriluoto flyttade till Sverige med sin pojkvän Jesper Törnqvist och fotbollsspelare och, som undertecknade för Umeå FC.